# Khorramshahr (misil)
El Khorramshahr (persa: خرمشهر ), llamado así por la ciudad de Khorramshahr en Irán, es un misil balístico de alcance medio que fue probado por Irán en enero de 2017. Su alcance es de entre 1000 y 2000 km con una ojiva de 1800 kg y mide 13 m de longitud.
El misil balístico (Khorramshahr 4) es uno de los misiles balísticos más poderosos de Irán.[cita requerida]